# Прудищанська дача
Прудищанська дача — заповідне урочище в Україні. Об'єкт Природно-заповідного фонду Сумської області.
Розташований в межах Ямпільської селищної ради Ямпільського району на захід від с. Прудище.
Площа урочища - 3,6 га. Статус надано 28.07.1970 року. Перебуває у віданні ДП «Свеський лісгосп» (Свеське лісництво, кв. 62, діл. 16).
Статус надано для збереження в природному стані ділянки високобонітетного сосново-дубового лісового насадження віком понад 100 років,  що є зразком лісокультурної справи кінця ХІХ ст. 
В урочищі трапляються типові та рідкісні види рослин (лілія лісова, гніздівка звичайна, любка дволиста) і тварин (заєць білий, горностай, глушець), що занесені до Червоної книги України. Урочище входить до складу ландшафтного заказника місцевого значення «Прудищанський».